# Omphax leucocraspeda
Omphax leucocraspeda là một loài bướm đêm trong họ Geometridae.